# Тюямунит
Тюямуни́т (англ. Tyuyamunite) — радиоактивный минерал группы урановых слюдок. Является кальциевым аналогом карнотита.

## Описание
Кристаллическая структура слоистая. Сингония ромбическая. Спайность совершенная. Облик пластинчатый. Цвет жёлтый с оранжево-жёлтым или зеленоватым оттенком. Блеск перламутровый или стеклянный. Встречается в виде чешуек, либо в виде порошковых скоплений. Излом слюдоподобный.
Тюямунит без труда опознаётся по яркому лимонно-жёлтому цвету, низкой твёрдости, весьма совершенной спайности и сильному алмазному или полуметаллическому блеску в изломе, хотя при первом приближении может быть спутан со сходными яркими минералами, например, с аурипигментом. Однако, при малейшей лабораторной проверке нетрудно установить ошибку. Поведение перед паяльной трубкой, оптические свойства и, главное, наличие радиоактивности сразу выдаёт минерал урана.:229

## История и местонахождения
Описан К. А. Ненадкевичем в 1912 году, как новый минерал из месторождения Тюя-Муюн (Киргизия).
Встречается в осадочных породах при воздействии бикарбонатных вод на карнотит.